# Didier Bontemps
Pour les articles homonymes, voir Bontemps.
 (août 2012).
Si vous disposez d'ouvrages ou d'articles de référence ou si vous connaissez des sites web de qualité traitant du thème abordé ici, merci de compléter l'article en donnant les références utiles à sa vérifiabilité et en les liant à la section « Notes et références ».
Didier Bontemps est un illustrateur et auteur de bande dessinée français né le 7 mars 1959 à Châtillon-sur-Seine. Entre 1987 et 2012, il est l'auteur d'illustrations et de bandes dessinées aux éditions Vents d'Ouest, Ouest-France, Roymodus.

## Biographie
Didier Bontemps a grandi à Châtillon-sur-Seine puis il entreprend des études en histoire de l'art et en archéologie à l'université de Bourgogne. Ses études lui ont permis de rencontrer André Franquin, sur qui il rédige un mémoire. Bontemps devient ensuite enseignant au lycée des Marcs-d'Or à Dijon en arts appliqués et histoire des arts. Ses premiers dessins de presse paraissent dans Le Bien public. Avec l'historien Jean-Yves Le Naour au scénario, il illustre Le Vol de La Joconde, paru en 2012 chez Roymodus. Avec le même éditeur, il publie l'année suivante Le Dossier Ronsillac en tant qu'auteur complet.